# Station Bojong Gede
Bojong Gede is een spoorwegstation in Bogor in de Indonesische provincie West-Java.

## Bestemmingen
- Bojonggede Ekspres: naar Station Jakarta Kota en Station Tanahabang
- Pakuan Ekspres: naar Station Jakarta Kota, Station Tanahabang en Station Ancol
- KRL Ekonomi AC Jakarta Kota-Bojong Gede
- KRL Ekonomi AC Jakarta Kota/Tanahabang/Angke-Bogor
- KRL Ekonomi Jakarta Kota/Tanahabang-Bojong Gede
- KRL Ekonomi Jakarta Kota/Tanahabang/Angke/Manggarai/Kampung Bandan-Bogor